# Шугуров, Лев Михайлович
Лев Миха́йлович Шугу́ров (22 марта 1934 — 16 октября 2009) — советский и российский журналист, автоисторик, инженер-конструктор. В 1960-х годах был председателем скоростного комитета Федерации автомобильного спорта СССР. Председатель клуба «Следопыты автомотостарины» («САМС») с момента его основания (1975 г.) до конца 1980-х годов.

## Биография
Родился в Москве семье инженера по строительству дорог и машинистки одной из московских газет. В 1952 году поступил в МГТУ им. Баумана на специальности «Автомобили». За сконструированный на четвёртом курсе 10-кубовый моторчик для гоночных моделей автомобилей получил престижную тогда стипендию Жуковского. Диплом Лев Шугуров защитил по теме «Микролитражный автомобиль» и по распределению попал на МЗМА (АЗЛК).

### Карьера на МЗМА
Молодого инженера-конструктора определили в конструкторское бюро кузовов. Уже через полгода он становится ведущим конструктором по гоночным автомобилям. В результате в 1961 году был собран «Москвич-ГЗ», который впоследствии не единожды побеждал на чемпионатах СССР по кольцевым автомобильным гонкам. За годы работы на АЗЛК под руководством Шугурова на заводе были собраны четыре гоночных автомобиля, среди которых «Москвич-Г4», «Москвич-407 купе».
Позднее, в 1965 году появилась идея спроектировать двигатель, который отвечал бы требованиям «Формулы-1». В КБ решили учетверить двухцилиндровый мотоциклетный двигатель, который выпускал Всесоюзный НИИ Мотопром г. Серпухов. Но для этого необходимы были дефицитные для того времени детали, которые можно было найти только за границей. И все же два мотора построить удалось. На этом эпопея с двигателем для «Формулы-1» завершилась. После этого Лев Шугуров принял нелёгкое для себя решение — уйти с МЗМА.

### Журналистская карьера
В 1958 году в журнале «За рулём» вышла первая публикация Льва Шугурова. Посвящена она была тому самому микролитражному автомобилю, над которым Шугуров работал ещё в МВТУ и который позднее выставлялся на ВДНХ. Он и по сей день сохранился и находится в запасниках Политехнического музея.
В 1967—1994 годах Лев Шугуров работал в журнале «За рулём» в качестве штатного журналиста отдела «Наука и техника», а потом заведующего отделом и члена редакционной коллегии. Параллельно сотрудничал с 80 изданиями, среди которых такие популярные журналы, как «Моделист-конструктор», «Наука и жизнь», «Обозреватель», «Сельский механизатор». Это было необычно для того времени: писать одновременно для нескольких изданий из-за жёсткой конкуренции между ними разрешалось не каждому. Позднее были журналы «Автомобиль», «Автомобили», переименованный из «Новостей авторынка», «Драйв», русское издание «Автокар».
Шугуров писал об отечественной автомобильной и мотоциклетной технике, об автоспорте, об истории автомобилестроения и даже ухитрялся давать обзоры зарубежных новинок, что в Советском Союзе не приветствовалось. По его словам, особых предпочтений в тематике не было, лишь бы речь шла об автомобилях.
В 1967 году по просьбе кинематографистов Лев Шугуров спроектировал автомобиль, который сыграл в художественном фильме «Золотой телёнок» роль автомобиля «Антилопа Гну» (в книге он называется «Лорен—Дитрих»). Двигатель, трансмиссия и рама использованы от автомобиля УАЗ-452, задний мост — от старого автомобиля ГАЗ-А. По чертежам Шугурова была выполнена облицовка кузова, руль был перенесён в соответствии с традициями автомобилестроения начала XX века с левой на правую сторону. Получившийся автомобиль имел ряд отличий от описанного в книге Ильфа и Петрова («оригинальный» автомобиль имел кузов «тонно» с балдахином и дверцей по центру задней части, а также цепной привод заднего моста).
В середине 1970-х годов Лев Шугуров, уже трудившийся завотделом в журнале «За рулём», предложил регулярно публиковать историю советского автопрома в рисунках. Именно в рисунках, а не в фотографиях, поскольку многие исторические авто сфотографировать уже не было возможности. В качестве художника был приглашён Александр Захаров, чьи рисунки серии «Из коллекции „За рулём“» на последней странице издания публиковались с 1977 по 1990 год.
С 1980-х годов Шугуров комментировал чемпионаты СССР по автомобильным кольцевым гонкам, а в начале 1990-х годов — Гран-при Формулы-1 на российском телевидении, был членом Федерации автоспорта СССР.
С трудом собранный материал лёг в основу первой книги Льва Шугурова «Автомобили страны Советов». Первое издание увидело свет в 1980 году, три года спустя вышло второе издание. На основе этих книг и многочисленных статей в 1994 году в издательстве ИЛБИ в серии «Клуб фанатов техники» вышел двухтомник Л. М. Шугурова «Автомобили России и СССР», посвящённый 100-летию русского автомобиля (первый том — апрель 1994 г., второй том — конец июля 1994 г.). В 1998 году к ним добавился третий том, рассказывающий об истории отечественного автомобилестроения в 1970—1996 годах.
Затем последовали книги «Под знаком льва» и «История Рено в России», «Старая любовь не ржавеет. История Mercedes-Benz на земле российской», фотоальбом «Автомобильная Москва» и легендарная «Погоня за Руссо-Балтом», в которой автор обобщил результат своих многолетних исследований, посвящённых истории этой легендарной марки. Последней книгой Шугурова стала работа «В зеркале заднего вида», опубликованная в 2007 году.
Последние несколько лет своей жизни Лев Шугуров тяжело болел и практически полностью лишился зрения. В результате осложнения врачам пришлось ампутировать ему ногу. Последней статьёй Л. Шугурова, опубликованной вскоре после его смерти, был материал в газете «Авторевю», посвящённый истории отечественного автомобилестроения в начале XX века.